# Cacomantis
Cacomantis é um género de cucos da família Cuculidae.
Este género contém as seguintes espécies:
- Cacomantis castaneiventris
- Cacomantis flabelliformis
- Cacomantis heinrichi
- Cacomantis sepulcralis
- Cacomantis passerinus
- Cacomantis sonneratii
- Cacomantis variolosus
- Cacomantis pallidus
- Cacomantis leucolophus
- Cacomantis merulinus